# Wellington (Shropshire)
Koordinaten: 52° 42′ N, 2° 31′ W
Wellington ist ein Marktort mit 20.430 Einwohnern (2001) in der Grafschaft Shropshire in England und gehört zur Unitary Authority Telford and Wrekin.

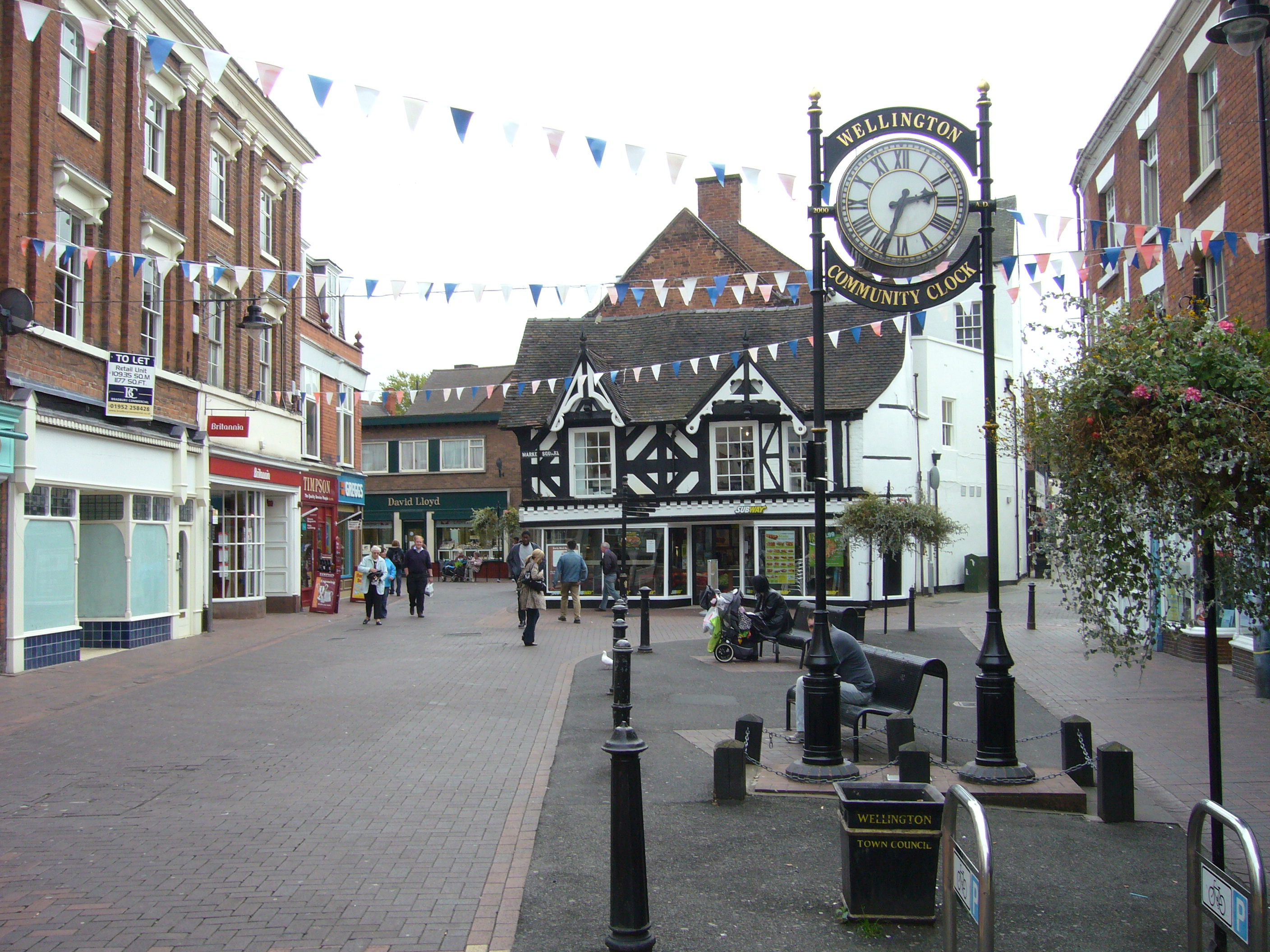
Fußgängerzone von Wellington

Die Wurzeln Wellingstons reichen wenigstens 1400 Jahre zurück, Funde aus der Eisen- und Bronzezeit sowie aus der Zeit der Römer deuten darauf hin, dass das Gebiet schon früher besiedelt war. Der erste Name war Weo-leah-ingaton und deutet auf einen Temple im Wald hin. Es wird vermutet, dass dieser aus der Zeit vor der Christianisierung Britanniens stammt. Später wurde der Name Watling Town verwendet, da der Ort an der römischen Straße Watling Street liegt, die von London nach Viroconium (heute Wroxeter) führte. Wellington ist im Domesday Book (1086) verzeichnet und erhielt 1244 das Marktrecht.
Bei Wellington liegt die 407 m hohe Erhebung The Wrekin.
Wellington ist der Geburtsort des Standup-Comedian Stewart Lee und des Schauspielers Jeremy Nicholas.

## Persönlichkeiten
- Cecil Gordon Lawson (1849–1882), Landschaftsmaler und Illustrator